# Excess
Excess – czwarty album studyjny polskiej grupy muzycznej Coma. W Polsce płyta Excess została udostępniona do sprzedaży 1 września 2010 roku tylko na oficjalnej stronie internetowej wydawcy Mystic Production. W Europie album został wydany 11 października 2010 roku również nakładem Mystic Production. Na płycie znalazło się dziewięć kompozycji zaśpiewanych w języku angielskim pochodzących z wydanego 10 listopada 2008 roku albumu Hipertrofia oraz trzy premierowe utwory. Płyta dotarła do 7. miejsca listy OLiS w Polsce.	.

## Lista utworów
Opracowano na podstawie materiału źródłowego.
| 1.  | „Excess”                                            | 6:00    |
|     |                                                     |         |
| 2.  | „Transfusion”                                       | 3:53    |
|     |                                                     |         |
| 3.  | „Poisonous Plants”                                  | 6:42    |
|     |                                                     |         |
| 4.  | „Confusion”                                         | 3:21    |
|     |                                                     |         |
| 5.  | „T.B.T.R.”                                          | 8:29    |
|     |                                                     |         |
| 6.  | „Struggle”                                          | 5:02    |
|     |                                                     |         |
| 7.  | „Afternoons in the Colour of Yellow”                | 5:45    |
|     |                                                     |         |
| 8.  | „Witnesses of the Decline of the Eternal Boys Land” | 5:11    |
|     |                                                     |         |
| 9.  | „Silence and Fire”                                  | 9:23    |
|     |                                                     |         |
| 10. | „Eckhart”                                           | 10:46   |
|     | Bonus tracks:                                       |         |
| 11. | „F.T.P.”                                            | 2:57    |
|     |                                                     |         |
| 12. | „F.T.M.O.”                                          | 5:16    |
|     |                                                     |         |
|     |                                                     | 1:12:45 |
|     |                                                     |         |

## Twórcy
Opracowano na podstawie materiału źródłowego.
- Piotr Rogucki – wokal prowadzący
- Dominik Witczak – gitara rytmiczna, gitara prowadząca, wokal wspierający, syntezator
- Marcin Kobza – gitara rytmiczna, gitara prowadząca, wokal wspierający, syntezator
- Rafał Matuszak – gitara basowa, wokal wspierający, projekt i opracowanie graficzne
- Adam Marszałkowski – perkusja, wokal wspierający